# Chrysosoma carum
Chrysosoma carum är en tvåvingeart som först beskrevs av Walker 1849.  Chrysosoma carum ingår i släktet Chrysosoma och familjen styltflugor. Inga underarter finns listade i Catalogue of Life.